# غلام صغرى
غلام صغرى (بالإنجليزية: Ghulam Sughra)‏ هي ناشطة باكستانية.

## حياتها
أُجبرت صغرى على الزواج عندما كانت في الثانية عشرة من عمرها، ولكن بعد ست سنوات أصبحت أول امرأة في قريتها تُطلق من زوجها. تعرضت صغرى للضرب من جانب أشقائها عندما حاولت الذهاب إلى المدرسة، لكنها تمكنت مع ذلك من الدراسة في المنزل. كانت صغرى أول خريجة في مدرسة ثانوية في قريتها وأول معلمة في مدرستها المخصصة للبنات. وجدت صغرى أنه لم يكن هناك إناث في مجال التدريس. يرجع ذلك إلى بعض الأسباب الثقافية، ولكن كان السبب الرئيسي الذي اعتقدته هو الفقر، لذلك سعت لكل جهدها لمحاربة الفقر.
كانت صغرى المؤسس والرئيس التنفيذي لمنظمة مارفي Marvi للتنمية الريفية في باكستان، وهي منظمة غير حكومية تتمثل مهمتها في إنشاء صناديق ادخار مجتمعية وزيادة الوعي بحقوق الإنسان والصحة والتعليم وقضايا التنمية الاجتماعية.
حصلت صغرى على جائزة النساء الشجاعة الدولية لعام 2011.